# Bobby Murdoch
Robert White Murdoch (17 d'agost de 1944 - 15 de maig de 2001) fou un futbolista escocès de la dècada de 1960.
Fou 12 cops internacional amb la selecció d'Escòcia.
Pel que fa a clubs, defensà els colors de Celtic FC i Middlesbrough FC. Amb el Celtic formà part de l'equip dels Lleons de Lisboa que guanyà la Copa d'Europa el 1967: va jugar com a titular la final de la Copa d'Europa de 1967, que el Celtic va guanyar contra l'Inter de Milà per 2 a 1 a l'Estádio Nacional de Lisboa.

## Palmarès
Celtic
- Copa d'Europa de futbol (1): 1966-67
- Lliga escocesa de futbol (8): 1965-66, 1966-67, 1967-68, 1968-69, 1969-70, 1970-71, 1971-72, 1972-73
- Copa escocesa de futbol (5): 1964-65, 1966-67, 1968-69, 1970-71, 1971-72
- Copa de la Lliga escocesa de futbol (5): 1965-66, 1966-67, 1967-68, 1968-69, 1969-70
- Glasgow Cup (5): 1963-64, 1964-65, 1966-67, 1967-68, 1969-70

Middlesbrough
- Football League Second Division (1): 1973-74

Escòcia
- British Home Championship (1): 1966-67